# 全国高等学校英语专业四级考试
全国高等学校英语专业四级考试（英語：Test for English Majors Grade Four），简称英语专业四级考试（TEM4），是指自1991年起由中华人民共和国教育部實行，考察全国综合性大学英语专业学生的高校英语专业的全国专业性考试。考试内容涵盖英语聽、读、写、译各方面，起初均以筆試形式考核，实施初期無口試。1998年起开始实施口试，需另行报名。专四考试是大学外语专业低年级（第四学期）的学业阶段性测试考试，非外语能力测试，用以检测外语专业低年级学业到达程度。其他语种亦设置有专业四级、八级考试。
原则上专业四级考试在外语专业的第四学期进行，用以检测第四学期的专业完成度。但也有大学提供给学生二次考试的机会。

## 考试资格
仅有英語专业（及相關專業）全日制本科及大專二年級下的学生可以参加；非英语专业（及相關專業）、非在校生均無法參加考試。
考试時間是每年4月中旬（通常为4月的第三个周六）。

## 考试内容
它是根据《高等学校英语专业英语教学大纲》和《高校英语专业四级考试大纲》所实施的面向中国大陆高校英语专业的全国性考试。
考试内容涵盖英语聽、读、写、译各方面。起初均以筆試形式考核，实施初期無口試。1998年起开始实施口试，需另行报名。
2016年专业四级考试进行了改革，在试题结构和难度方面有所调整：听力部分的短文听写题由原来的15句削减为10句；其后的听力填空部分不再考察新闻，而改为了简短的演讲（2016年该题录音选自TED大会演讲）；阅读部分取消了完形填空题，取而代之的是“15选10”的填空题；语法部分的选择题由原来的30个改为20个。
TEM4考试内容分为六个部分：听写、听力理解、语言知识、完型填空、阅读理解、写作。整个考试需时130分钟。

### 听写
考核要求：
1.能在全面理解内容的基础上逐字逐句写出所听材料。
2.考试时间为10分钟。

### 听力理解
考核要求：
1.能听懂英语国家人士关于日常生活、社会生活和学习的演讲和会话。能理解重要细节和大意，领会说话者的态度、情感和真实意图。
2.能做简单笔记。
3.能听懂各种英语变体(如美国英语、英国英语、澳大利亚英语等)。
4.考试时间约20分钟。

### 语言知识
考核要求：
1.掌握并能正确运用基本语法和句法。
2.掌握认知词汇(5500-6000个单词)，并且能根据具体语境正确、熟练地运用其中的3000-4000个单词及其最基本的搭配。
3.考试时间10分钟。

### 完型填空
考核要求：
1.能在全面理解所给短文内容的基础上，选择一个最佳答案使短文意思和结构恢复完整。
2.考试时间10分钟。

### 阅读理解
考核要求：
1.能读懂英语国家报刊杂志上中等难度的一般性文章。
2.能读懂语言难度相当于《中国英语能力等级量表》5-6级的文学作品。
3.能掌握所读材料的主旨大意，了解说明主旨大意的事实和细节;既理解字面意义，又能根据所读材料进行判断和推理;既理解个别句子的意义，也理解上下文的逻辑关系。
4.考试时间35分钟。

### 写作
考核要求：
1.能根据所给阅读材料和要求，写一篇长度不少于200个单词的作文。能基本做到内容相关、概括全面、理据充分、语法正确、用词恰当、表达得体。
2.考试时间45分钟。

## 考卷成绩
试卷统一运往上海外国语大学判分，考生的成绩和纸质证书将在当年9中下旬、10月初寄往各所学校，再由学校相关部门将成绩下放给参加考试的学生。考试及格者由高等院校外语专业教学指导委员会颁发成绩单。成绩分三级：60-69分是合格；70-79分是良好；80及分以上是优秀，考試合格後頒發的證書終身有效。從2003年起，考試不合格能夠補考一次。補考合格後只頒發合格證書。任何人的考试资格均是终身仅有顶多2次。

## 报名资格
以下人员可以报名参加此次考试：
- 经教育部备案或批准的高等院校中英语专业二年级本科生。
- 经教育部备案或批准的高等院校中修完英语专业基础阶段教学大纲规定课程的二、三年制最后一学年的大专生。
- 教育部备案或批准有学历的成人高等教育学院中四年制即脱产学习的英语专业（第二学年）本科生；五年制即不脱产学习的、修完英语专业基础阶段教学大纲规定课程（第三学年）的本科生。不脱产的三年制大专生，必须在第三学年时方可报名参加专业英语四级测试。
- 重点外语类院校中，非英语专业的本科生中当年参加英语六级考试且成绩在600分以上，可参加当年专业英语四级考试。

## 通过率
| 年份   | 全国院校平均通过率（非首次通过率） |
| ------ | ---------------------------------- |
| 2008年 | 61.83%                             |
| 2009年 | 58.62%                             |
| 2010年 | 56.01%                             |
| 2011年 | 53.17%                             |
| 2012年 | 51.09%                             |
| 2013年 | 51.37%                             |
| 2014年 | 50.43%                             |
| 2015年 | 51.79%                             |
| 2016年 | 49.92%                             |
| 2017年 | 48.54%                             |
| 2018年 | 46.16%                             |